# Frank Garcia (cestista)
Frank F. Garcia (Hudson, 1º maggio 1917 – Akron, 24 gennaio 1956) è stato un cestista e giocatore di baseball statunitense, professionista nella NBL.

## Carriera
Giocò per tre stagioni nella NBL, disputando complessivamente 39 partite con 2,0 punti di media.